# Susana Nobre
Susana Nobre (Lisboa, 1974), é uma realizadora portuguesa, premiada em festivais como: o IndieLisboa, o Caminhos do Cinema Português, o FEST'AFILM, entre outros. 

## Biografia
Susana Nobre nasceu na capital portuguesa em 1974, onde fez o curso de Ciências da Comunicação na Universidade de Lisboa. 
Participa na criação do Laboratório de Criação Cinematográfica da Faculdade de Ciências Sociais e Humanas, lá trabalha em vários porjectos encomendados pela Fundação Calouste Gulbenkian.  É através do Programa de Criatividade e Criação Artística promovido por esta, que em 2005 foi para Londres estudar realização na The London Film School. 
Trabalhou para o IEFP no Centro de Formação Profissional de Alverca do Ribatejo, como profissional de reconhecimento e validação de competências no programa Novas Oportunidades, o que origem ao documentário Vida Activa que realizou em 2013. 
Cria em parceria com outros cineastas, a produtora de cinema TerraTreme anteriormente conhecida como Raiva,em 2008. 
Paralelamente à sua carreira como realizadora, desenvolve a de produtora, participando em vários dos projectos desenvolvidos por outros realizadores, entre eles: João Salaviza, Leonor Noivo, Vasco Saltão, Tiago Hespanha e Joana Ascensão.  

## Prémios e Reconhecimento
Com Provas,Exorcismos, ganhou vários prémios, entre eles o de Melhor Curta Internacional no Festival Cinematográfico Internacional do Uruguai de 2016, o de Melhor Cenário no FEST'AFILM - Festival International du film lusophone et francophone de Montpellier no mesmo ano, obteve também uma Menção Honrosa no Caminhos do Cinema Português de 2015. 
Ganhou o Prémio para Melhor Longa-Metragem Portuguesa no festival IndieLisboa de 2021 com No Táxi do Jack.  Com ele voltou a ser premiada no festival Caminhos do Cinema Português, onde recebeu o Prémio do Júri de Imprensa Cision para melhor filme. 

## Filmografia Seleccionada
Entre a sua filmografia encontram-se: 
- 2001 - As Nadadoras
- 2003 - O Que Pode Um Rosto (documentário) [13]
- 2005 - Estados da Matéria
- 2010 - Lisboa-Província (ficção)
- 2013 - Vida Activa (documentário) [14]
- 2015 - Provas, Exorcismos
- 2016 - No Trilho dos Naturalistas: viagens philosophicas (3º episódio da série documental) [15][16]
- 2018 - Tempo Comum (ficção) [17][18]
- 2021 - No Táxi do Jack [19][20][21]

## Ligações Externas
- INDIELisboa | Entrevista: Susana Nobre (2021)
- Vision Du Reel | Conversa com Susana Nobre (2021)
- RTP | Susana Nobre e António Carmo Gouveia no programa Bem-vindos falam sobre o filme No Trilho dos Naturalistas (2016)
- Lugar do Real | Documentário: O que pode um rosto (2003)
- Trailer | No táxi do Jack (2021)
- Trailer | Provas, Exorcismos (2015)